# Rhizotrogus curtus
Rhizotrogus curtus är en skalbaggsart som beskrevs av Sylvain Auguste de Marseul 1878. Rhizotrogus curtus ingår i släktet Rhizotrogus och familjen Melolonthidae. Inga underarter finns listade i Catalogue of Life.